# 세키네역
세키네역(일본어: 関根駅)은 일본 야마가타현 요네자와시에 위치한 동일본 여객철도 오우 본선의 철도역이다. 상대식 승강장 2면 2선의 구조를 가진 지상역이며, 요네자와역 관리의 무인역이다. 야마가타 선 구간에 포함된다.

## 역 주변
- 유노자와 온천
- 하네구로 진자

## 역사
- 1899년 5월 15일 : 오우미나미 선 · 후쿠시마 - 요네자와 간 개통과 동시에 개업.
- 1984년 12월 1일 : 무인화. 후쿠시마 역 파견에 의해 출례업무를 계속.
- 1987년 4월 1일 : 일본국유철도 분할 민영화에 의해, 동일본 여객철도의 역이 됨.

## 인접 역
| 동일본 여객철도 오우 본선 | 동일본 여객철도 오우 본선 | 동일본 여객철도 오우 본선 |
| ------------------------- | ------------------------- | ------------------------- |
| 오사와 후쿠시마 방면      | ■ 야마가타 선             | 요네자와 요네자와 방면    |